# Arthur Berriedale Keith
Arthur Berriedale Keith (* 5. April 1879 in Aberdeen; † 6. Oktober 1944) war in der Nachfolge von Julius Eggeling Regius Professor of Sanskrit für Sanskrit und vergleichende Philologie und Dozent für Verfassungsgeschichte an der Universität Edinburgh (ab 1914). 1935 wurde er zum Mitglied (Fellow) der British Academy gewählt.